# Vidisha Srivastava

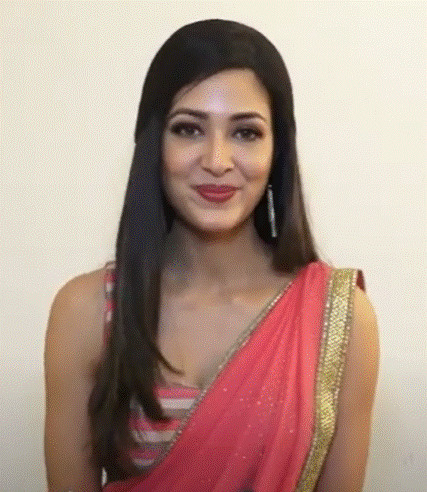
Vidisha Srivastava (2022)

Vidisha Srivastava (Hindi विदिशा श्रीवास्तव; * 28. April 1986 in Varanasi) ist ein indisches Model und eine Filmschauspielerin.

## Leben
Vidisha stammt aus Uttar Pradesh. Sie hat einen älteren Bruder und eine jüngere Schwester, Shanvi Srivastava, die auch Schauspielerin in südindischen Filmen ist. Sie hat einen Abschluss in Biotechnologie und einen Kurs in Betriebswirtschaftslehre.

### Karriere
Vidisha war eine aufstrebende Schauspielerin, begann ihre Karriere jedoch als Model. Ihr Filmdebüt gab sie mit 15 in SP Entertainments „Maa Iddari Madhya“. Im Jahr 2007 hatte sie Anfang 2007 drei Veröffentlichungen, „Alaa“, „Prem“ und in E. V. V. Satyanarayanas „Athili Sattibabu LKG“, von dem „Athili Sattibabu LKG“ ein Hit war. Später im Jahr 2007 machte sie ihr Kannada-Debüt in „Nali Naliutha“. Ihr erster tamilischer Film war Kathavarayan, der 2008 veröffentlicht wurde, und ihr erster Malayalam-Film Lucky Jokers, der 2011 veröffentlicht wurde. 2012 kehrte sie mit „Devaraya“ ins Telugu-Kino zurück. Sie arbeitete auch wieder in einem Kannada-Film, Viraat.

## Filmografie
- 2007: Maa Iddari Madhya
- 2007: Alaa
- 2007: Prem
- 2007: Athili Sattibabu LKG
- 2007: Nali Naliyutha
- 2008: Kathavarayan
- 2011: Lucky Jokers
- 2012: Devaraya
- 2016: Viraat
- 2016: Janatha Garage